# Czechosłowacja na Zimowych Igrzyskach Olimpijskich 1968
Czechosłowację na Zimowych Igrzyskach Olimpijskich 1968 reprezentowało 48 zawodników, 41 mężczyzn i 7 kobiet.

## Zdobyte medale
| Medal  | Zawodnik | Dyscyplina           | Konkurencja                       | Rezultat                                                     |
| ------ | --- | -------------------- | --------------------------------- | ------------------------------------------------------------ |
| Złoto  | Jiří Raška | Skoki narciarskie    | Indywidualnie - normalna skocznia | 216,5, pkt                                                   |
| Srebro | Jiří Raška | Skoki narciarskie    | Indywidualnie - normalna duża     | 229,4 pkt                                                    |
| Srebro | Vladimír Dzurilla Vladimír Nadrchal Oldřich Machač Josef Horešovský Jan Suchý Karel Masopust František Ševčík Jan Havel Petr Hejma Jan Hrbatý Jiří Kochta Jiří Holík Josef Černý Václav Nedomanský Jozef Golonka Jaroslav Jiřík Jan Klapáč František Pospíšil | Hokej na lodzie      | Turniej mężczyzn                  | 2:5 Przegrali ze Związkiem Radzieckim różnicą jednego punktu |
| Brąz   | Hana Mašková | Łyżwiarstwo figurowe | Solistki                          | 1828,8 pkt                                                   |

## Skład kadry

### Biathlon
Mężczyźni
| Zawodnik       | Konkurencja   | czas biegu | Kary  | Łączny czas | Pozycja |
| -------------- | ------------- | ---------- | ----- | ----------- | ------- |
| Pavel Ploc     | Bieg na 20 km | 1:18:05,0  | 5:00  | 1:23:05,0   | 15.     |
| Ladislav Žižka | Bieg na 20 km | 1:21:45,3  | 14:00 | 1:35:45,3   | 55.     |

### Biegi narciarskie
Mężczyźni
| Zawodnik                                          | Konkurencja        | czas               | Pozycja            |
| ------------------------------------------------- | ------------------ | ------------------ | ------------------ |
| Karel Štefl                                       | Bieg na 15 km      | 50:15,4            | 14.                |
| Ján Fajstavr                                      | Bieg na 15 km      | 50:46,5            | 23.                |
| Václav Peřina                                     | Bieg na 15 km      | 51:06,6            | 27.                |
| Karel Štefl                                       | Bieg na 30 km      | 1:39:25,7          | 18.                |
| Ján Fajstavr                                      | Bieg na 30 km      | 1:40:05,1          | 22.                |
| Václav Peřina                                     | Bieg na 30 km      | 1:40,58,0          | 24.                |
| Vít Fousek                                        | Bieg na 30 km      | Nie ukończył biegu | Nie ukończył biegu |
| Ján Fajstavr                                      | Bieg na 50 km      | 2:39:25,3          | 28.                |
| Václav Peřina                                     | Bieg na 50 km      | Nie ukończył biegu | Nie ukończył biegu |
| Vít Fousek                                        | Bieg na 50 km      | 2:45:09,8          | 39.                |
| Ján Fajstavr Vít Fousek Václav Peřina Karel Štefl | Sztafeta 4 × 10 km | 2:19:51,3          | 9.                 |

### Hokej na lodzie
Reprezentacja mężczyzn
| - Vladimír Dzurilla - Vladimír Nadrchal - Oldřich Machač - Josef Horešovský - Jan Suchý - Karel Masopust - František Ševčík - Jan Havel - Petr Hejma |  | - Jan Hrbatý - Jiří Kochta - Jiří Holík - Josef Černý - Václav Nedomanský - Jozef Golonka - Jaroslav Jiřík - Jan Klapáč - František Pospíšil |

Reprezentacja Czechosłowacji brała udział w rozgrywkach grupy A turnieju olimpijskiego zajmując w niej 2. miejsce i zdobywając srebrny medal.

### Tabela końcowa

#### Grupa A
| Drużyna           | M | Mecze | Mecze | Mecze | Bramki | Bramki | Bramki | Pkt | Uwagi |
| Drużyna           | M | W     | R     | P     | +      | –      | +/-    | Pkt | Uwagi |
| ----------------- | - | ----- | ----- | ----- | ------ | ------ | ------ | --- | ----- |
| ZSRR              | 7 | 6     | 0     | 1     | 48     | 10     | +38    | 12  |       |
| Czechosłowacja    | 7 | 5     | 1     | 1     | 33     | 17     | +16    | 11  |       |
| Kanada            | 7 | 5     | 0     | 2     | 28     | 15     | +13    | 10  |       |
| Szwecja           | 7 | 4     | 1     | 2     | 23     | 18     | +5     | 9   |       |
| Finlandia         | 7 | 3     | 1     | 3     | 17     | 23     | -6     | 7   |       |
| Stany Zjednoczone | 7 | 2     | 1     | 4     | 23     | 28     | -5     | 5   |       |
| RFN               | 7 | 1     | 0     | 6     | 13     | 39     | -26    | 2   |       |
| NRD               | 7 | 0     | 0     | 7     | 13     | 48     | -35    | 0   |       |

Wyniki
| 6 lutego 1968 | Czechosłowacja | 5:1 | Stany Zjednoczone |  |

|  |  |  |  |  |

| 8 lutego 1968 | RFN | 1:5 | Czechosłowacja |  |

|  |  |  |  |  |

| 10 lutego 1968 | Czechosłowacja | 4:3 | Finlandia |  |

|  |  |  |  |  |

| 12 lutego 1968 | Czechosłowacja | 10:3 | NRD |  |

|  |  |  |  |  |

| 13 lutego 1968 | Kanada | 3:2 | Czechosłowacja |  |

|  |  |  |  |  |

| 15 lutego 1968 | Czechosłowacja | 5:4 | ZSRR |  |

|  |  | (3:1, 1:1, 1:2) |

| 17 lutego 1968 | Czechosłowacja | 2:2 | Szwecja |  |

|  |  |  |  |  |

### Kombinacja norweska
Mężczyźni
| Zawodnik      | Konkurencja   | Bieg narciarski | Bieg narciarski | Bieg narciarski | Skoki narciarskie | Skoki narciarskie | Skoki narciarskie | Skoki narciarskie | Skoki narciarskie | Skoki narciarskie | Skoki narciarskie | Skoki narciarskie | Łącznie | Pozycja |
| Zawodnik      | Konkurencja   | Czas biegu      | Pozycja         | Punkty          | Skok 1            | Nota              | Skok 2            | Nota              | Skok 3            | Nota              | Punkty            | Pozycja           | Łącznie | Pozycja |
| ------------- | ------------- | --------------- | --------------- | --------------- | ----------------- | ----------------- | ----------------- | ----------------- | ----------------- | ----------------- | ----------------- | ----------------- | ------- | ------- |
| Tomáš Kučera  | Indywidualnie | 50:07,7         | 6.              | 216,74          | 72,0              | 109,2             | 73,0              | 108,2             | 71,5              | 102,6             | 217,4             | 9.                | 434,14  | 4.      |
| Ladislav Rygl | Indywidualnie | 50:55,5         | 14.             | 206,88          | 69,5              | 97,1              | 71,0              | 100,2             | 71,5              | 100,2             | 200,4             | 18.               | 407,28  | 16.     |

### Łyżwiarstwo figurowe
| Zawodnik                         | Konkurencja   | Nota   | Pozycja |
| -------------------------------- | ------------- | ------ | ------- |
| Hana Mašková                     | Solistki      | 1828,8 | brąz    |
| Marie Víchová                    | Solistki      | 1580,4 | 21.     |
| Ondrej Nepela                    | Soliści       | 1772,8 | 8.      |
| Marián Filc                      | Soliści       | 1734,2 | 10.     |
| Bohunka Šrámková Jan Šrámek      | Pary sportowe | 285,8  | 10.     |
| Liana Drahová Peter Bartosiewicz | Pary sportowe | 276,8  | 12.     |

### Narciarstwo alpejskie
Mężczyźni
| Zawodnik       | Konkurencja | Konkurencja | Konkurencja         | Konkurencja         | Konkurencja   | Konkurencja   | Konkurencja         | Konkurencja         | Konkurencja              | Konkurencja              |
| Zawodnik       | Zjazd       | Zjazd       | Slalom gigant       | Slalom gigant       | Slalom gigant | Slalom gigant | Slalom specjalny    | Slalom specjalny    | Slalom specjalny         | Slalom specjalny         |
| Zawodnik       | Czas        | Pozycja     | Czas 1-go przejazdu | Czas 2-go przejazdu | Czas łączny   | Pozycje       | Czas 1-go przejazdu | Czas 2-go przejazdu | Czas łączny              | Pozycja                  |
| -------------- | ----------- | ----------- | ------------------- | ------------------- | ------------- | ------------- | ------------------- | ------------------- | ------------------------ | ------------------------ |
| Milan Pažout   | 2:07,45     | 35.         | 1:48,98             | 1:51,34             | 3:40,32       | 27.           | 1:02,29             | Dyskwalifikacja     | Nie ukończył konkurencji | Nie ukończył konkurencji |
| Jaroslav Janda | 2:07,71     | 36.         | 1:52,20             | 1:52,07             | 3:44,27       | 34.           | 51,62               | Dyskwalifikacja     | Nie ukończył konkurencji | Nie ukończył konkurencji |

Kobiety
| Zawodniczka  | Konkurencja | Konkurencja | Konkurencja     | Konkurencja     | Konkurencja         | Konkurencja         | Konkurencja      | Konkurencja      |
| Zawodniczka  | Zjazd       | Zjazd       | Slalom gigant   | Slalom gigant   | Slalom specjalny    | Slalom specjalny    | Slalom specjalny | Slalom specjalny |
| Zawodniczka  | Czas        | Pozycja     | Czas            | Pozycja         | Czas 1-go przejazdu | Czas 2-go przejazdu | Czas łączny      | Pozycja          |
| ------------ | ----------- | ----------- | --------------- | --------------- | ------------------- | ------------------- | ---------------- | ---------------- |
| Anna Mohrová | 1:50,22     | 33.         | Dyskwalifikacja | Dyskwalifikacja | 46,23               | 49,73               | 1:35,96          | 18.              |

### Saneczkarstwo
Mężczyźni
| Zawodnik                   | Konkurencja | Ślizg 1 | Ślizg 2 | Ślizg 3 | Łącznie | Pozycja |
| -------------------------- | ----------- | ------- | ------- | ------- | ------- | ------- |
| Jan Hamřík                 | Jedynki     | 58,43   | 58,56   | 59,07   | 2:56,06 | 15.     |
| František Halíř            | Jedynki     | 59,07   | 59,10   | 58,93   | 2:57,10 | 20.     |
| Horst Urban                | Jedynki     | 58,93   | 59,54   | 59,91   | 2:58,38 | 24.     |
| Roland Urban               | Jedynki     | 59,20   | 59,59   | 1:00,24 | 2:59,03 | 27.     |
| Horst Urban Roland Urban   | Dwójki      | 50,46   | 50,02   |         | 1:40,48 | 12.     |
| Jan Hamřík František Halíř | Dwójki      | 51,85   | 50,85   |         | 1:42,10 | 14.     |

Kobiety
| Zawodniczka          | Konkurencja | Ślizg 1 | Ślizg 2 | Ślizg 3 | Łącznie | Pozycja |
| -------------------- | ----------- | ------- | ------- | ------- | ------- | ------- |
| Dana Beldová         | Jedynki     | 49,22   | 50,36   | 50,77   | 2:30,35 | 6.      |
| Olina Hátlová-Tylová | Jedynki     | 50,16   | 50,35   | 51,14   | 2:31,65 | 11.     |

### Skoki narciarskie
Mężczyźni
| Konkurencja            | Skoczek          | Skok 1    | Skok 1 | Skok 2    | Skok 2 | Nota  | Pozycja |
| Konkurencja            | Skoczek          | odległość | Nota   | odległość | Nota   | Nota  | Pozycja |
| ---------------------- | ---------------- | --------- | ------ | --------- | ------ | ----- | ------- |
| Skocznia normalna K-70 | Jiří Raška       | 79,0      | 115,2  | 72,5      | 101,3  | 216,5 | złoto   |
| Skocznia normalna K-70 | Ladislav Divila  | 76,5      | 107,2  | 73,0      | 100,1  | 207,3 | 9.      |
| Skocznia normalna K-70 | František Rydval | 76,0      | 106,4  | 73,5      | 100,4  | 206,8 | 12.     |
| Skocznia normalna K-70 | Zbyněk Hubač     | 74,0      | 101,7  | 73,5      | 101,9  | 203,6 | 19.     |
| Skocznia duża K-90     | Jiří Raška       | 101,0     | 116,3  | 98,0      | 113,1  | 229,4 | srebro  |
| Skocznia duża K-90     | Rudolf Höhnl     | 98,5      | 107,3  | 91,5      | 95,5   | 202,8 | 12.     |
| Skocznia duża K-90     | Zbyněk Hubač     | 95,0      | 101,4  | 87,0      | 87,2   | 188,6 | 25.     |
| Skocznia duża K-90     | František Rydval | 92,0      | 95,2   | 88,0      | 89,6   | 184,8 | 27.     |